# Néstor Manfredi
Néstor Manfredi (Rosario, 22 de agosto de 1942) es un exfutbolista argentino. Jugaba como delantero o mediocampista ofensivo y su primer club fue Rosario Central. Disputó los Juegos Olímpicos de Tokio 1964 con la Selección Argentina. 

## Carrera

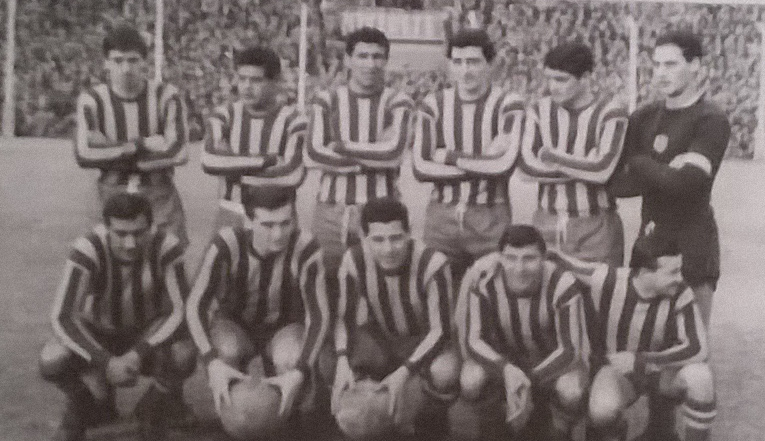
Rosario Central 1964. Parados: Otto Sesana, Néstor Cardoso, José Casares, Antonio Manillo, Gualberto Muggione, Edgardo Andrada; agachados: Miguel Antonio Juárez, Néstor Borgogno, Ernesto Juárez, Néstor Manfredi, Ricardo Giménez.

Su debut se produjo el 24 de septiembre de 1961, en una derrota de Rosario Central frente a Argentinos Juniors 2-0. El entrenador era Enrique Lúpiz. Disputó 7 encuentros ese año; la temporada siguiente no tuvo participación en primera. En 1963 se afianza en la titularidad, emergiendo junto a otros valores de las juveniles centralistas, como Carlos Bulla, José Malleo y Oscar Storti; asimismo comparte los últimos años de una gloria canalla, el Gitano Juárez. El 30 de agosto de 1964 convierte los dos goles de Central en el empate frente a Newell's, en clásico disputado en Arroyito. En Rosario Central jugó 59 partidos y convirtió 21 goles.
En 1966 deja el club y pasa a jugar a Colón, que disputaba su primera temporada en la Primera A. Allí juega 57 partidos y marca 7 goles. Luego tuvo un breve paso por New York Generals de EE. UU., equipo de la NPSL, donde jugó junto a César Menotti. En 1968 desembarca en Los Andes, a pedido del entrenador Angel Tulio Zof. En el cuadro milrayitas forja una gran campaña, convirtiéndose en referente durante cuatro temporadas, en el período más largo del club en Primera División. Disputa 136 partidos y convierte 31 goles. Con este equipo obtiene los torneos Reclasificatorios de 1969 y 1970, que les permitió mantener la categoría y clasificar a los Nacionales de esas temporadas; en 1971 sufre la pérdida de la categoría. Siendo un producto de la cantera canalla, en su paso por el fútbol argentino le convierte 6 goles a Newell's: a los dos ya mencionados con la casaca auriazul, le marcó dos jugando para Colón (ambos en 1966) y otros dos con Los Andes (en 1960 y 1970). 
Cierra su campaña futbolística en el fútbol colombiano; llega en 1972 a Cúcuta, donde se hizo presente en la red en un clásico del oriente colombiano, anotando un gol a Bucaramanga en la máxima goleada de este duelo (8-1, el 17 de junio de 1973). Pasa luego a Junior de Barranquilla, donde finaliza su carrera como futbolista.

## Clubes
| Club              | País           | Año       |
| ----------------- | -------------- | --------- |
| Rosario Central   | Argentina      | 1961-1965 |
| Colón             | Argentina      | 1966-1967 |
| New York Generals | Estados Unidos | 1967      |
| Los Andes         | Argentina      | 1968-1971 |
| Cúcuta Deportivo  | Colombia       | 1972-1973 |
| Junior            | Colombia       | 1973      |

## Selección Argentina
Sus buenas actuaciones como juvenil en Rosario Central hicieron que fuera frecuente su convocatoria a la Selección sub-23 que finalizó jugando los Juegos Olímpicos de Tokio 1964. Previamente a este certamen, consiguió la medalla de plata en Juegos Panamericanos de São Paulo 1963 y el título en el Preolímpico de Lima 1964.

### Participaciones en torneos
| Copa                         | Sede   | Resultado  | PJ | Goles |
| ---------------------------- | ------ | ---------- | -- | ----- |
| Juegos Panamericanos de 1963 | Brasil | Subcampeón | 2  | 2     |
| Torneo Preolímpico 1964      | Perú   | Campeón    | 5  | 2     |
| Juegos Olímpicos Tokio 1964  | Japón  | 10° puesto | 2  | 0     |

#### Detalle de partidos
| Torneo                       | Fecha      | Estadio                     | Rival    | Resultado | Goles |
| ---------------------------- | ---------- | --------------------------- | -------- | --------- | ----- |
| Juegos Panamericanos de 1963 | 28-04-1963 | Parque São Jorge, São Paulo | Uruguay  | 1-0       | 1     |
| Juegos Panamericanos de 1963 | 04-05-1963 | Parque São Jorge, São Paulo | Brasil   | 2-2       | 1     |
| Torneo Preolímpico de 1964   | 08-05-1964 | Nacional, Lima              | Colombia | 2-0       | 0     |
| Torneo Preolímpico de 1964   | 11-05-1964 | Nacional, Lima              | Ecuador  | 1-0       | 0     |
| Torneo Preolímpico de 1964   | 16-05-1964 | Nacional, Lima              | Chile    | 4-0       | 1     |
| Torneo Preolímpico de 1964   | 20-05-1964 | Nacional, Lima              | Uruguay  | 3-1       | 0     |
| Torneo Preolímpico de 1964   | 24-05-1964 | Nacional, Lima              | Perú     | 1-0       | 1     |
| Juegos Olímpicos de 1964     | 12-10-1964 | Mitsuzawa, Yokohama         | Ghana    | 1-1       | 0     |
| Juegos Olímpicos de 1964     | 14-10-1964 | Mitsuzawa, Yokohama         | Japón    | 2-3       | 0     |

## Como entrenador
Actuó como técnico interino de Central en 8 ocasiones, acompañando los procesos de Angel Tulio Zof; asimismo se desempeñó en las divisiones juveniles canallas en diferentes períodos. 
En 1981 y 1982 entrenó, en etapas alternadas, a Junior. En su segundo ciclo al frente del Tiburón consiguió la marca de 14 victorias consecutivas, aunque dejó el cargo antes de jugar el octogonal final. 
También, estuvo al frente de la conducción en Gimnasia de Jujuy entre 1997 y 1998; en el Torneo Clausura 1998 obtuvo un cuarto puesto histórico para el club. 

## Palmarés

### Campeonatos regionales
| Título             | Equipo              | País | Año  |
| ------------------ | ------------------- | ---- | ---- |
| Torneo Preolímpico | Selección Argentina | Perú | 1964 |